# Glenn Berman
Pour les articles homonymes, voir Berman.
Glenn Berman est un monteur et acteur américain.

## Filmographie
Comme monteur
- 1992 : L'Automne sauvage
- 1993 : Les Anges de la ville ("Sirens") (série télévisée)
- 1994 : Secret World Live (TV)
- 1995 : Beauty Begins Inside: What's Eating You?
- 1995 : Beauty Begins Inside: The 'P' Syndrome
- 1995 : Beauty Begins Inside: The Pressure Zone
- 1995 : 10-07: L'affaire Zeus (série télévisée)
- 1996 : Twists of Terror (en) (TV)
- 1996 : 10-07: L'affaire Kafka (feuilleton TV)
- 1997 : For Hire
- 1997 : Les Prédateurs ("The Hunger") (série télévisée)
- 1997 : Dancing on the Moon
- 1998 : Réseaux (série télévisée)
- 1998 : This Is My Father
- 1999 : Le Loup-garou du campus ("Big Wolf on Campus") (série télévisée)
- 1999 : Le Dernier Souffle
- 2000 : En vacances
- 2000 : The Perfect Son
- 2001 : Watchtower
- 2001 : University (série télévisée)
- 2001 : La Dance du couteau (Stiletto Dance) (TV)
- 2001 : Une jeune fille à la fenêtre
- 2002 : Prisoner of Paradise
- 2003 : Nightwaves (TV)
- 2004 : My Brand New Life (série télévisée)
- 2004 : Mémoires affectives
- 2005 : Nos étés (série télévisée)
- 2005 : The Cross and Bones

Comme acteur
- 1998 : I'd Rather Be Dead : Virgil
- 2000 : Cons : Victim